# Topola czarna w Melsztynie
Topola z Melsztyna – topola czarna, prawdopodobnie najstarszy przedstawiciel gatunku w Polsce. Pomnik przyrody od 1933 (!) roku. Rośnie w miejscowości Melsztyn w gminie Zakliczyn, przy drodze głównej prowadzącej do ruin zamku. Jej wiek szacuje się na ponad 220 lat.
Drzewo zostało około 2010 roku poddane cięciom redukującym zasięg korony. Obecnie (dane na 2020 r.) wysokość melsztyńskiej topoli wynosi 36 m, a obwód pnia w pierśnicy 788 cm. Bez uwzględniania nasypu ziemnego, obwód pierśnicowy wynosiłby 860 cm.